# Újpest Budapest
Újpest Budapest (offiziell Újpest Football Club, meistens nur Újpest genannt), früher auch bekannt als Újpesti TE (UTE) und Újpesti Dózsa, ist ein ungarischer Fußballverein mit Sitz in Budapest. Die Vereinsfarben sind lila und weiß. Mit 20 nationalen Meistertiteln sowie 11 nationalen Pokalsiegen ist der Club einer der erfolgreichsten Vereine seines Landes. Der 1885 gegründete Sportverein Újpesti TE ist der älteste heute noch existierende Verein Ungarns. Újpest bestreitet seine Heimspiele im Szusza Ferenc Stadion, welches rund 13.000 Zuschauern Platz bietet.

## Geschichte

### Die frühen Jahre
Der Verein wurde vom Újpester Lehrer János Goll am 16. Juni 1885 unter dem Namen Újpesti Torna Egylet (Újpesti TE, zu deutsch: Újpester Turnverein) – gegründet. Újpest war zu der Zeit eine eigenständige Stadt an der Grenze zu Budapest, der Hauptstadt Ungarns. Der Turnverein wurde ursprünglich mit den Abteilungen Turnen und Fechten unter dem Motto „Gesundheit, Kraft und Eintracht“ (auf Ungarisch: Épség, Erö, Egyetértés) gegründet. 1899 wurde in der Stadt Újpest ein Fußballverein mit dem Namen Újpest FC ins Leben gerufen dessen Vereinsfarben, ähnlich wie die vom Turnverein, lila und weiß waren. 1901 verschmolzen die beiden Vereine unter dem Namen Újpesti TE und gründeten innerhalb dieses Vereines eine Fußballabteilung. Die Fußballabteilung schloss sich der zweiten Liga der damals neu gegründeten ungarischen Liga an. Seit dieser Zeit spielt der Verein ununterbrochen in den oberen Klassen der Meisterschaft.
Újpest stieg 1904 in die 1. Liga auf und spielt seitdem in dieser. Einzige Ausnahme ist die Saison 1911/12, in der Újpest in der 2. Liga spielte.
Nach der Relegation aber schaffte die Mannschaft die sofortige Rückkehr in die oberste Klasse.

### Die erste goldene Ära
Von 1926 an, nach der Einführung des Profifußballs in Ungarn, spielte die Mannschaft unter dem Namen Újpest FC. Die späten 1920er- sowie die 1930er-Jahre markieren die erste goldene Ära des Vereines. In dieser Zeit errang die Mannschaft 5 Meistertitel in der obersten Spielklasse, sowie drei internationale Triumphe, bestehend aus den Meistertiteln im Mitropapokal in den Jahren 1929 und 1939, sowie dem Titel im Cup der Nationen 1930. Als Ungarn bei den Weltmeisterschaften 1938 die Silbermedaille errang, standen fünf Spieler aus Újpest im Silberteam: György Szűcs, Antal Szalay, István Balogh, Jenő Vincze und Gyula Zsengellér.

### Nach dem Zweiten Weltkrieg

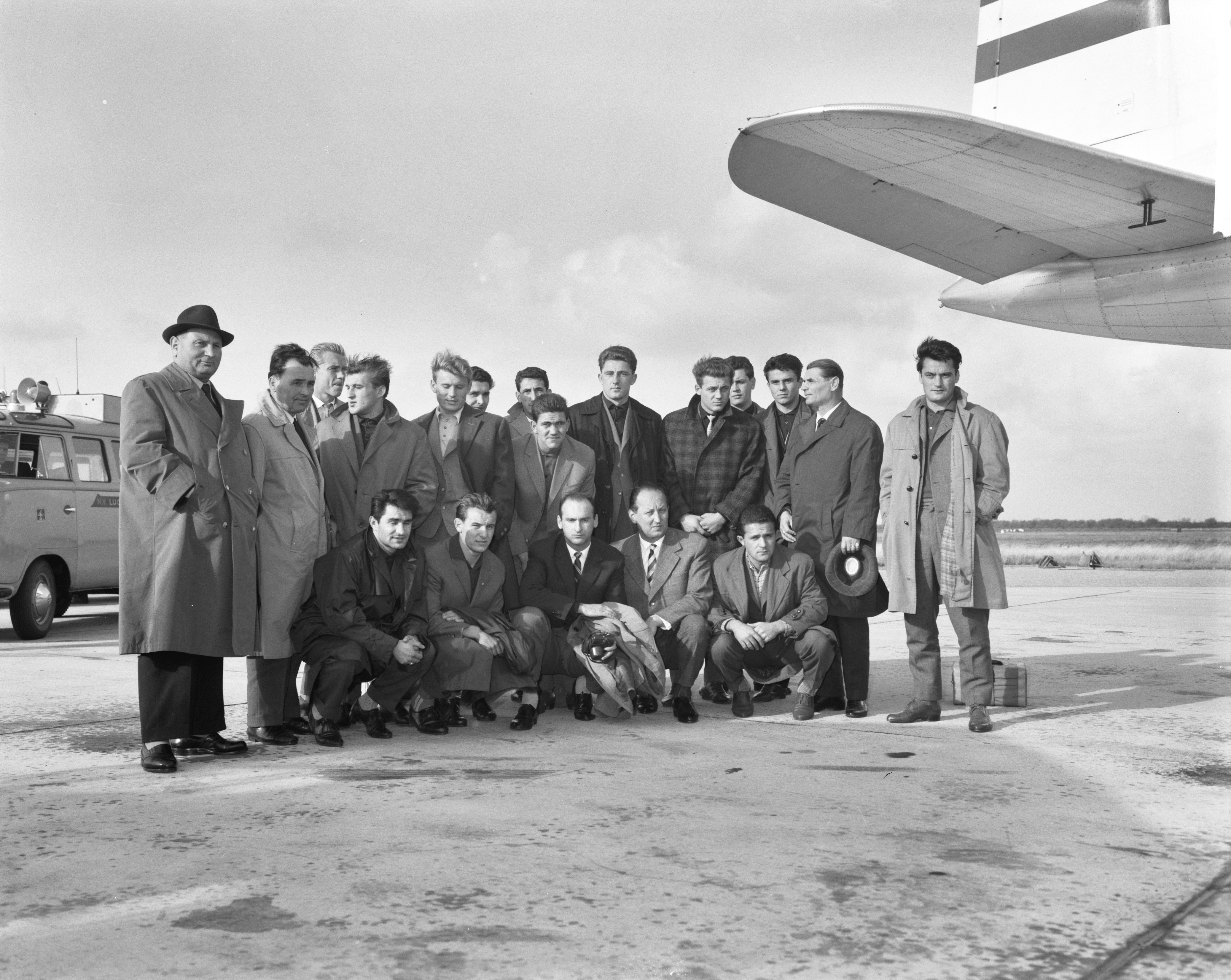
Ujpest FC (Schiphol, 1961)

Nach dem Zweiten Weltkrieg erlebte Újpest seine zweite goldene Ära. Die Mannschaft gewann dreimal hintereinander die Meisterschaft. In dieser Zeit erhielten sogar neun Spieler aus Újpest ihre Einberufung in die ungarische Nationalmannschaft.
Im Jahr 1950 hat die kommunistische Regierung Ungarns die Mannschaft von Újpest zur Mannschaft der Polizei bestimmt und benannte den Verein in Újpesti Dózsa (nach dem Bauernführer György Dózsa) um. Zu der Zeit war das eine übliche Vorgehensweise im Ostblock (mit der Ausnahme, dass die Polizeivereine in anderen kommunistischen Ländern Dinamo bzw. Dynamo hießen). Es folgten zwei Jahrzehnte des moderaten Erfolges in Meisterschaft und Pokal. Mihály Tóth war der einzige Spieler von Újpest in der Nationalmannschaft von 1954, die im Finale der Weltmeisterschaft stand. Újpest wurde 1959/60 trotzdem einmal Meister und erreichte 1962 das Halbfinale im Europapokal der Pokalsieger.

### Magisches Újpest
1969 begann wieder ein erfolgreicher Zeitabschnitt. Újpest gewann die Meisterschaft und stand im Finale vom Messepokal (diese wurde mit 2:3 gegen Newcastle United verloren). Die Mannschaft startete eine beeindruckende Serie von sieben Siegen in der obersten Klasse. Újpest gewann alle Meisterschaften von 1969 bis 1975, schoss in den sieben Meisterschaften exakt 500 Tore und erreichte fast jedes Jahr das Viertelfinale im Europapokal der Landesmeister. 1974 erreichte die Mannschaft sogar das Halbfinale, wo erst der spätere Gewinner FC Bayern München dem Siegeszug der Violetten Einhalt gebot.
Markenzeichen dieser Mannschaft unter Trainer Lajos Baróti war die berühmte Angriffsformation Fazekas – Göröcs – Bene – Dunai II – Zámbó. Nachdem Göröcs, Bene und Dunai die Mannschaft verließen, stießen Töröcsik und Fekete zur Mannschaft und gewannen zwei weitere Meistertitel in den Jahren 1978 und 1979.

### Ujpest in den vergangenen Jahren
Der große Sturz des ungarischen Fußballs holte den Klub in den frühen 1980er Jahren ein. Der einzige nennenswerte Erfolg nach den erfolgreichen 1970er-Jahren war das Erreichen des Viertelfinales im Europapokal der Pokalsieger 1984 und weitere zwei nationale Meistertitel 1989/90 und 1997/98.
Nach dem Fall der kommunistischen Regierung und dem Ende der staatlichen Unterstützung bekam auch Újpest finanzielle Probleme, wie alle anderen ungarischen Fußballvereine auch. Man kann die aktuelle finanzielle Lage des Vereins als bescheiden, aber stabil bezeichnen, was den Verein zum ernsten Mitstreiter in der nationalen Meisterschaft macht. Als nächster Schritt gilt der Nachweis der internationalen Wettbewerbsfähigkeit.

### Namensänderungen
- 1885: Újpest Újpesti Torna Egylet
- 1926: Újpest Újpest Football Club (mit der Einführung des Profifußballs)
- 1945: Újpest Újpesti Torna Egylet
- 1950: Bp. Dózsa Budapesti Dózsa Sport Egyesület
- 1956: Újpest Újpesti Torna Egylet
- 1957: Ú. Dózsa Újpesti Dózsa Sport Club
- 1991: Újpest Újpesti Torna Egylet
- 1994: Újpest Újpesti Torna Egylet - Novabau
- 1995: Újpest Újpesti Torna Egylet
- 1998: Újpest Újpest Football Club

## Stadion
Das Stadion von Újpest ist das Szusza Ferenc Stadion, welches der Mannschaft seit der Eröffnung am 17. September 1922 eine Heimat gibt. Bis zur Umbenennung hieß das Stadion Megyeri úti Stadion. Im Oktober 2003 wurde das Stadion nach dem legendären Spieler Ferenc Szusza umbenannt. In den Jahren 2000 und 2001 wurden umfangreiche Sanierungsmaßnahmen vorgenommen. Seitdem hat das Stadion ein Fassungsvermögen von 13.501 Sitzplätzen.

## Fans
Újpest hat eine große und loyale Fangemeinde. Aufgrund der Mängel im ungarischen Fußball von heute ist allgemein die Besucherzahl gesunken. Nicht so in Újpest, wo sie über dem ungarischen Durchschnitt liegt. Laut einiger Statistiken ist Újpest einer der beliebtesten Vereine im Land. Die Fans von Újpest sind berühmt dafür, dass sie ihre Mannschaft zu jedem Spiel in großer Zahl begleiten. Die lautstarke Unterstützung der Mannschaft wird von der ältesten organisierten Ultra-Gruppe, den Ultra Viola Bulldogs, organisiert und vorangetrieben. Es besteht eine große Rivalität zu Ferencváros Budapest und das Derby wird als das größte im Land angesehen.

## Erfolge
- Ungarische Meisterschaft (20): 1929/30, 1930/31, 1932/33, 1934/35, 1938/39, 1945, 1945/46, 1946/47, 1959/60, 1969, 1970, 1970/71, 1971/72, 1972/73, 1973/74, 1974/75, 1977/78, 1978/79, 1989/90, 1997/98
- Ungarischer Pokal (11): 1969, 1970, 1974/75, 1981/82, 1982/83, 1986/87, 1991/92, 2001/02, 2013/14, 2017/18, 2020/21
- Ungarischer Supercup (3): 1992, 2002, 2014
- Ungarische 2. Liga (2): 1904, 1912
- Mitropapokal (2): 1929, 1939
- Coupe des Nations 1930
- Messestädte-Pokal: Finalist 1968/69

## Spieler

### Aktueller Kader 2023/24
Stand Oktober 2023:
| Nr. |                         | Position | Name            |
| --- | ----------------------- | -------- | --------------- |
| 2   | Kosovo                  | AB       | Lirim Kastrati  |
| 3   | Ungarn                  | AB       | Csanád Fehér    |
| 6   | Deutschland             | MF       | Luca Mack       |
| 7   | Ungarn                  | MF       | Krisztián Simon |
| 8   | Dominikanische Republik | MF       | Heinz Mörschel  |
| 10  | Ungarn                  | MF       | Mátyás Tajti    |
| 11  | Ungarn                  | MF       | Tamás Kiss      |
| 13  | Serbien                 | TW       | Đorđe Nikolić   |
| 17  | Rumänien                | ST       | George Ganea    |
| 20  | Estland                 | AB       | Märten Kuusk    |
| 21  | Ungarn                  | ST       | Balázs Varga    |
| 22  | Ungarn                  | AB       | Krisztián Tamás |
| 23  | Ungarn                  | TW       | Dávid Banai     |
| 26  | Ungarn                  | AB       | Bálint Geiger   |
| 27  | Nigeria                 | ST       | Franklin Sasere |

| Nr. |                         | Position | Name               |
| --- | ----------------------- | -------- | ------------------ |
| 28  | Serbien                 | MF       | Ognjen Radošević   |
| 29  | Nigeria                 | MF       | Vincent Onovo      |
| 30  | Estland                 | ST       | Oliver Jürgens     |
| 32  | Nigeria                 | ST       | Peter Ambrose      |
| 33  | Serbien                 | AB       | Miloš Kosanović    |
| 34  | Luxemburg               | AB       | Tim Hall           |
| 42  | Griechenland            | AB       | Georgios Antzoulas |
| 45  | Nordmazedonien          | MF       | Stefan Jevtoski    |
| 49  | Serbien                 | AB       | Branko Pauljević   |
| 62  | Ungarn                  | AB       | Dominik Kovács     |
| 68  | Bosnien und Herzegowina | AB       | Dženan Bureković   |
| 77  | Ungarn                  | AB       | Kevin Csoboth      |
| 88  | Serbien                 | MF       | Matija Ljujić      |
| 99  | Ungarn                  | TW       | Tamás Hámori       |

## Ehemalige
- Károly Fogl (1914–1930)
- József Fogl (1920–1931)
- Stefan Auer (1927–1936)
- Jenő Vincze (1934–1944)
- Gyula Zsengellér (1936–1947)
- Ferenc Szusza (1941–1960)
- Sándor Szűcs (1944–1951)
- Ferenc Deák (1950–1954)
- László Fazekas (1957–1965) Jugend, (1965–1980) Spieler,
- Ferenc Bene (1961–1978)
- Antal Dunai (1965–1977)

## Trainer
- Ferenc Weisz, 1920–1922
- Ödön Holits, 1922–1924, 1925–1926
- György Hlavay, 1924–1925
- Imre Pozsonyi, 1926–1928
- Lajos Bányai, 1928–1932
- István Tóth-Potya, 1932–1934
- Béla Jánossy, 1934–1937
- László Sternberg, 1937–1938
- Béla Guttmann, 1938–1939, 1947
- István Mészáros, 1939–1940
- Géza Takács, 1940–1943, 1945
- Lajos Lutz, 1943
- Géza Kertész, 1943–1944
- Pál Jávor, 1945–1947, 1951–1954
- Jenő Vincze, 1947–1948
- Károly Sós, 1948
- István Balogh, 1948–1949, 1958–1959
- József Ember, 1949–1950
- Tibor Kemény, 1949–1950
- Zoltán Opata, 1950–1951
- Gyula Kolozsvári, 1954
- Márton Bukovi, 1955–1956
- Sándor Balogh, 1957–1958, 1965–1966
- Gyula Szűcs, 1959–1960, 1962–1963, 1973
- László Fenyvesi, 1960–1961
- Géza Kalocsay, 1961–1962
- Ferenc Szusza, 1963–1965, 1980–1981
- Lajos Baróti, 1967–1971
- Imre Kovács, 1971–1973
- Pál Várhidi, 1974–1980
- Miklós Temesvári, 1981–1985
- János Göröcs, 1985–1988
- István Varga, 1988–1990
- Ferenc Kovács, 1990–1992
- Ferenc Bene, 1992–1993
- József Garami, 1993–1996
- László Nagy, 1996–1997
- Péter Várhidi, 1997–1999, 2000
- Róbert Glázer, 1999, 2002
- István Kisteleki, 2000–2001
- András Szabó, 2002–2003
- András Sarlós, 2003
- György Mezey, 2003
- Géza Mészöly, 2004–2006
- Bertalan Bicskei, 2006
- Valère Billen, 2006
- István Urbányi, 2006–2008
- Lázár Szentes, 2008–2009
- Willie McStay, 2009–2010
- Géza Mészöly, 2010–2011
- Zoran Spisljak, 2011–2012
- Marc Lelièvre, interim 2012
- Jos Daerden, 2012–2013
- Marc Lelièvre, interim 2013
- István Kozma, 2013–2013
- Nebojša Vignjević, 2013–2020
- Predrag Rogan, 2020
- Michael Oenning, 2020–2021
- Miloš Kruščić, 2022–2023
- Nebojša Vignjević, 2023–2024
- Géza Mészöly, 2024–

## Rekorde
- Höchster Sieg 1. Liga: 16:0 gegen Nemzeti SC, 22. Mai 1945
- Höchster Sieg 2. Liga: 22:0 gegen Postatakarékpénztár, 20. November 1904
- Höchster Auswärtssieg: 10:0 gegen Salgótarjáni BTC 21. Mai 1939 und gegen Budai Barátság SE 1. April, 1946
- Höchste Niederlage: 0:9 gegen Törekvés, 17. Mai 1914
- Meiste Ligaspiele: 462 Ferenc Szusza (1941–60)
- Meiste Tore: 392 Ferenc Szusza
- Meiste Tore in einer Saison: 56 Gyula Zsengellér, 1938–39
- Meiste Tore in einem Spiel: 6
  - Gyula Zsengellér gegen Salgótarjáni BTC, 1. November 1938
  - Gyula Zsengellér gegen Salgótarjáni BTC, 21. Mai 1939
  - Gyula Zsengellér gegen Budafok, 27. Mai 1939
  - Lajos Várnai gegen Testvériség, 22. Juni 1947
  - Ferenc Bene gegen Haladás, 21. Oktober 1962
- Meiste Spiele im Nationaltrikot: 92 László Fazekas (1968–83)
- Meiste Zuschauer: 40.000 gegen Ferencvárosi TC, Megyeri úti stadion 18. September 1949
- Meiste Zuschauer auf neutralem Platz: 90.000 gegen Bp. Honvéd, Népstadion, 10. September, 1956
- Meiste schnitt Zuschauer: 27 923 (1964)
- Längste Serie ungeschlagen: 31 (Ligaspiele), vom 30. Juli 1945 bis 17. Juni 1946
- Die meisten Tore in einer Saison: 184 1945/46
- Meisten Punkte in einer Saison: 76 aus 34 Spielen 1996/97